# Jinakanahalli, Kollegal
Jinakanahalli là một làng thuộc tehsil Kollegal, huyện Chamarajanagar, bang Karnataka, Ấn Độ.